# Anatoli Karpov
Anatoli Jevgenjevitsj Karpov (Russisch: Анато́лий Евге́ньевич Ка́рпов)
(Zlato-oest, 23 mei 1951) is een Russisch schaker. Hij is grootmeester en voormalig wereldkampioen.

## Biografie

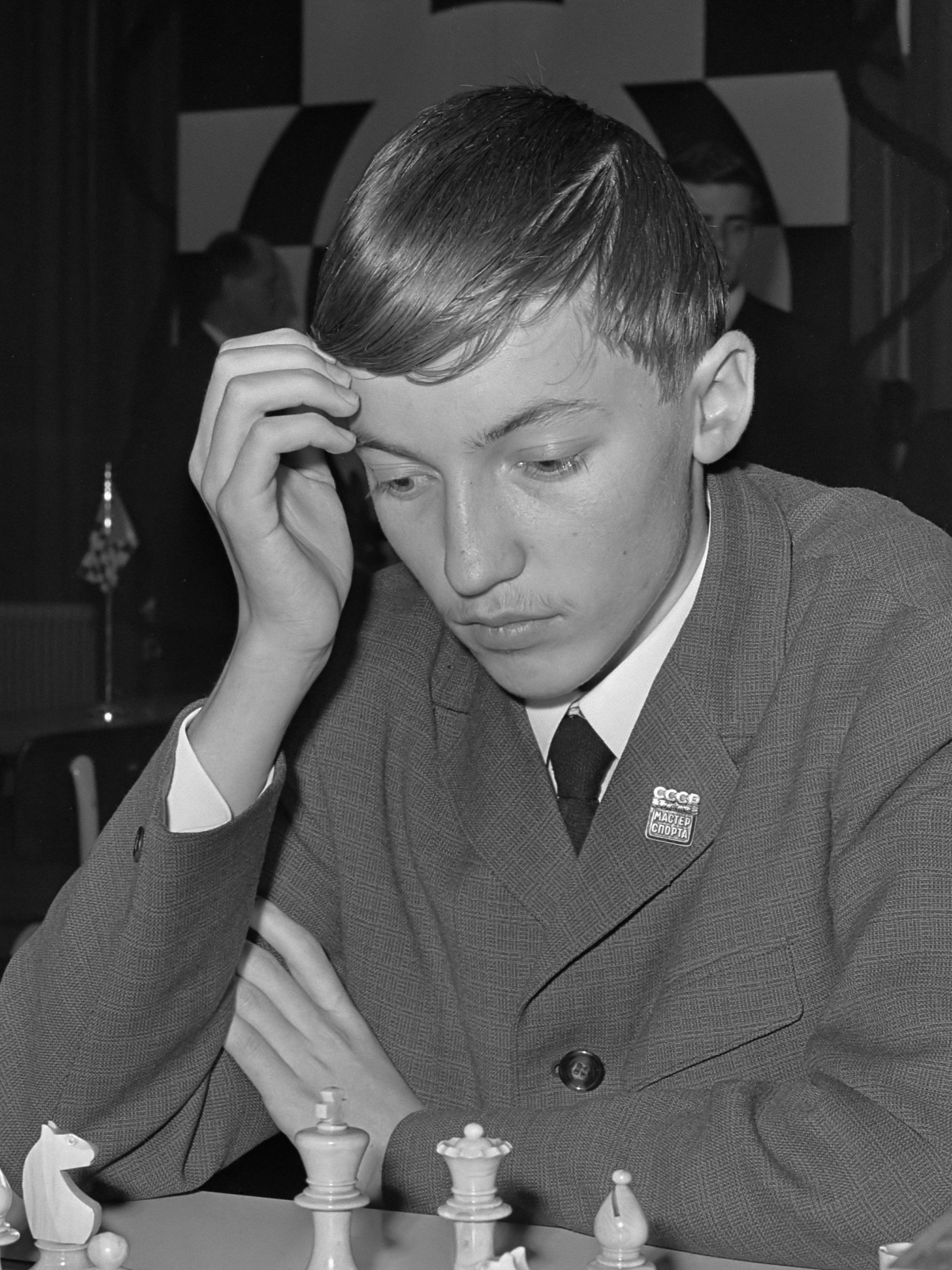
Anatoli Karpov (Groningen, 1967)

In 1969 werd hij jeugdwereldkampioen een jaar nadat hij al het jeugdtoernooi in Groningen op zijn naam schreef. In 1971 won hij zijn eerste grote toernooi in de Sovjet-Unie, het Aljechin Memorial, en tevens zijn eerste internationale toernooi, in Hastings. In 1973 begon hij aan een opmars naar het wereldkampioenschap door samen met Viktor Kortsjnoj het Interzone-toernooi van Leningrad te winnen. In 1974 versloeg hij in de kandidatenmatches achtereenvolgens Lev Poloegajevski (5½-2½), Boris Spasski (7-4) en Kortsjnoj (12½-11½).
In 1975 had hij om het wereldkampioenschap tegen Bobby Fischer moeten spelen, maar deze weigerde zijn titel te verdedigen. Karpov werd daarna tot wereldkampioen uitgeroepen. Hij bleek geen papieren wereldkampioen, maar speelde veel toernooien en won ze bijna allemaal, zoals Portoroz/Ljubljana 1975, Skopje 1976, Amsterdam 1976, het kampioenschap van de Sovjet-Unie in 1976, Las Palmas 1977, Tilburg 1977 en Bugojno 1978.
In 1978 verdedigde Karpov de wereldtitel in Baguio (Filipijnen) tegen Kortsjnoj. Deze was inmiddels de Sovjet-Unie ontvlucht en de match had dan ook een sterk politieke lading. Er werd gespeeld om zes winstpartijen, waarbij remises niet telden. Karpov bouwde een 5-2-voorsprong op, Kortsjnoj kwam terug tot 5-5, maar Karpov won uiteindelijk met 6-5 (of 16½-15½).
In 1979 won Karpov samen met Michail Tal het 'supertoernooi' van Montréal en in Nederland won hij toernooien in Waddinxveen en Tilburg. Ook in 1980 liet hij er geen twijfel over bestaan wie de beste was. Hij won in Bad Kissingen, Bugojno, Amsterdam (IBM-toernooi) en wederom Tilburg. In 1981 won hij Linares en Bugojno en speelde in Merano (Italië) opnieuw tegen Kortsjnoj om de wereldtitel. Karpov bleek deze keer veel sterker en won met 6-2 (11-7).
De jaren daarna brachten weer een aantal toernooi-overwinningen, zoals Londen 1982, Turijn 1982 (beide gedeeld met Ulf Andersson), Tilburg 1982, het kampioenschap van de Sovjet-Unie 1983, Hannover 1983, Tilburg 1983, Londen 1984 en Oslo 1984.

Anatoli Karpov, 1993

Ook in 1984 begon zijn eerste match met Garri Kasparov om de wereldtitel. Deze in Moskou gespeelde match ging weer om zes winstpartijen. Na 9 partijen stond Karpov met 4-0 voor en leek een slachting ophanden. Er volgde echter een enorme reeks remises, slechts onderbroken door één winstpartij van Karpov en één van Kasparov. Kasparov won de 47e en 48e partij.

Hoe het zou zijn afgelopen is een open vraag, want FIDE-voorzitter Florencio Campomanes brak op dit punt de match af en bepaalde dat er een nieuwe moest worden gespeeld. Deze match vond in 1985 plaats, eveneens in Moskou. Karpov kwam eerst nog even naar Amsterdam om het OHRA toernooi te winnen, maar verloor de tweede match tegen Kasparov met 11-13. In 1986 won Karpov in Brussel en Bugojno, alvorens in Londen en Leningrad aan te treden voor een revanchematch tegen Kasparov. Deze derde match verloor Karpov met 11½-12½. In 1987 speelde Karpov in Linares, niet in het toernooi, maar tegen Andrei Sokolov in een 'superfinale' van het kandidatentoernooi. Karpov won makkelijk (7½-3½) en verwierf zo het recht om weer tegen Kasparov om het wereldkampioenschap te spelen. Deze in 1987 in Sevilla gespeelde match eindigde in 12-12, waarmee Kasparov wereldkampioen bleef.
Onmiddellijk na de match in Sevilla reisde Karpov naar Wijk aan Zee om Hoogovens 1988 te winnen. In 1988 werd hij verder winnaar in Brussel, 2e in Amsterdam (achter Kasparov), 2e in Belfort (achter Kasparov), gedeeld (met Kasparov) kampioen van de Sovjet-Unie en winnaar in Tilburg. In 1989 moest hij weer meedraaien in de kandidatenmatches en versloeg daarin Johann Hjartarson met 3½-1½ en Artur Joesoepov met 4½-3½. Hij won ook nog een toernooi in Skelleftea (samen met Kasparov). In 1990 versloeg Karpov Jan Timman in de finale van de kandidatenmatches met 6½-2½ en mocht daarna voor de vijfde keer tegen Kasparov aantreden voor een match om het wereldkampioenschap. Karpov verloor weer nipt met 11½-12½.
1991 bracht toernooi-overwinningen in Reggio Emilia en Reykjavik (samen met Vasyl Ivantsjoek) en winst (4½-3½) op Viswanathan Anand in de volgende kandidatencyclus. Het jaar daarop verloor Karpov echter verrassend de halve finale van Nigel Short (4-6). Hij won wel toernooien in Madrid, Biel en Baden-Baden. In 1993 won hij Hoogovens, dat jaar gespeeld volgens een knock-outformule, en vervolgens ook in Dortmund en Dos Hermanas. In datzelfde jaar werd hij onverwacht weer wereldkampioen. Kasparov en Short besloten hun WK-match buiten de FIDE om te spelen, waarop de FIDE een match tussen Karpov en Jan Timman organiseerde. Karpov won met 12½-8½.
Het toernooi van Linares was in 1994 uitzonderlijk sterk bezet, met Karpov, Kasparov, Aleksej Sjirov, Vladimir Kramnik, Gata Kamsky, Anand, Veselin Topalov en Boris Gelfand. Kasparov kondigde van tevoren aan dat de winnaar zich 'wereldkampioen toernooischaak' mocht noemen. Of hij achteraf zo blij was met deze uitspraak staat te bezien, want Karpov won het toernooi met 11 uit 13. Dat was de beste toernooiprestatie uit zijn loopbaan en wellicht uit de hele geschiedenis. Daarna begon Karpovs schaakkracht te tanen en werden toernooi-overwinningen zeldzaam.
Karpov bleef wel tot 1999 wereldkampioen. In 1995 was de regel dat de wereldkampioen mee moest doen vanaf de halve finale. Karpov versloeg daarin Gelfand met 6-3 en won vervolgens in 1996 de finale van Kamsky met 10½-7½. In 1998 moest hij in een korte match de titel verdedigen tegen Anand, de winnaar van het eerste knock-outtoernooi om het wereldkampioenschap. De match eindigde 3-3 waarna Karpov een rapid play-off met 2-0 won. In 1999 trok hij zich terug uit het toernooi om het wereldkampioenschap omdat hij het niet eens was met de hem toebedeelde plaats in dat toernooi.
De laatste jaren heeft Karpov zich wat teruggetrokken uit het serieuze schaak en speelt voornamelijk nog rapid- en exhibitiepartijen.

## Karpov-variant van de Aljechin-opening
Anatoli Karpov heeft de schaakopening Aljechin geanalyseerd wat de volgende variant opleverde: 1.e4 Pf6 2.e5 Pd5 3.d4 d6 4.c4 Pb6 5.ed cd 6.Pf3 g6 7.Le2 Lg7 8.0-0 0-0 9.h3 Pc6 10.Pc3 Lf5 11.Lf4 (diagram)